# Bollendorf-Pont
Bollendorf-Pont (en luxemburguès: Bollenduerferbréck; en alemany: Bollendorferbrück) és una vila de la comuna de Berdorf situada al districte de Grevenmacher del cantó d'Echternach. Està a uns 31 km de distància de la ciutat de Luxemburg.